# Jarada
Jarada (tiếng Ả Rập: جرادة) là một ngôi làng ở Maarrat al-Nu'man Nahiyah ở huyện Maarrat al-Nu'man, tỉnh Idlib, Syria. Dân số của nó là 837 trong cuộc điều tra dân số năm 2004.